# Moritz Elsner
Carl Friedrich Moritz Elsner (* 20. November 1809 in Kortnitz, Landkreis Sprottau, Provinz Schlesien; † 8. August 1894 in Breslau, Provinz Schlesien) war ein deutscher Gymnasiallehrer, Journalist und demokratischer Parlamentarier in der Preußischen Nationalversammlung.

## Herkunft und Ausbildung
Moritz Elsner war Sohn eines Müllers und Mühlenbesitzers. Er besuchte das Gymnasium in Hirschberg und begann 1831 das Studium an der Universität Breslau. Er studierte zunächst Philosophie, wechselte aber zu den Naturwissenschaften. Daneben hörte Elsner auch juristische und medizinische Vorlesungen.
Als Mitglied der Alten Breslauer Burschenschaft Arminia (1832) wurde er im Jahr 1835 zu sechs Jahren Festungshaft und zur Unfähigkeit der Bekleidung eines Amtes verurteilt. Ein Revisionsprozess brachte nur die Bestätigung des Urteils. Ein Gnadengesuch führte zur Reduzierung der Strafe auf sechs Monate Festungshaft. Diese saß Elsner zwischen 1838 und 1839 ab. Er ist im Schwarzen Buch der Frankfurter Bundeszentralbehörde (Eintrag Nr. 365) festgehalten.
Seine Ausbildung konnte er durch Unterstützung des Botanikers Julius von Flotow mit einer Dissertation über die Flora des Riesengebirges 1839 als Dr. phil. abschließen.
Danach veröffentlichte Elsner eine Schrift gegen Karl Ernst Schubarth zur Verteidigung von Georg Wilhelm Friedrich Hegel. Dabei bekannte sich Elsner noch zur konstitutionellen Monarchie. Insbesondere die Entwicklung Preußens zum Verfassungsstaat hielt er für dringend nötig.

## Redakteur und Lehrer
Elsner siedelte sich in Breslau an und arbeitete seit 1839 als Korrespondent für verschiedene Zeitungen. Nachdem auch das Amtsunfähigkeitsurteil aufgehoben wurde, absolvierte er 1841/42 ein Probejahr als Schulamtskandidat und wurde ab 1843 Lehrer am Maria-Magdalenen-Gymnasium. Dort unterrichtete er vor allem Naturwissenschaften.
Daneben arbeitete er zunächst im Auftrag der schlesischen Bezirksregierung, die ihn für einen monarchisch eingestellten gemäßigten Liberalen hielt, als Publizist. Die Zusammenarbeit war allerdings nur von kurzer Dauer. Im Jahr 1843 wurde Elsner Chefredakteur der von Friedrich Lewald 1836 als Beilage der Breslauer Zeitung gegründeten, zunächst von diesem selbst redaktionell betreuten Schlesischen Chronik. Unter Elsners Leitung wurde daraus zunächst ein moderat politisches und schließlich radikales Oppositionsblatt. Zahlreiche Mitarbeiter waren ländliche Volksschullehrer. Das politische Spektrum reichte von linksliberalen, demokratischen bis zu frühsozialistischen Ansichten. Zusammengehalten wurde diese vom Antifeudalismus. Das Blatt unterstützte die Kritik der Landbevölkerung gegen die Junker. Angegriffen wurden die gutsherrliche Polizeihoheit oder die Patrimonialgerichtsbarkeit. Das Blatt veröffentlichte auch erste wissenschaftliche Untersuchungen über die Herkunft und Stellung des ländlichen Proletariats. Es spielte insgesamt eine bedeutende Rolle für die Entwicklung der demokratischen Bewegung in der Provinz Schlesien.
Im Jahr 1847 wurde Elsner Mitglied der Deutschen Akademie der Naturforscher Leopoldina. Sein akademischer Name war Schwenkfeld, seine Mitgliedsnummer 1572.

## Parlamentarier in der Revolution von 1848/49
Nach der Märzrevolution von 1848 stand das Blatt unter Führung von Elsner auf Seiten der Revolution. Die Unruhen und Ausschreitungen unter der Landbevölkerung wurden bedauert, gleichzeitig wiesen Elsner und seine Mitarbeiter auf die feudalen Ursachen hin.
Elsners Wahlagitation war klar demokratisch ausgerichtet. Er verteidigte die Anliegen der Landbevölkerung und griff die Junker an. Im Gegensatz zu den Liberalen verlangten Elsner und die Demokraten die entschädigungslose Aufhebung der Feudallasten. An der Gründung eines demokratischen Vereins bereits Ende März 1848 und seinen Aktivitäten in Breslau war Elsner führend beteiligt. Auch an der Gründung eines Arbeitervereins war er beteiligt. Elsner selbst wurde in die preußische Nationalversammlung gewählt.
Im Parlament gehörte er zu den führenden Köpfen der entschiedenen Linken und vertrat republikanische Positionen. Er war ein guter Redner und machte sich als eifriger Debattenteilnehmer einen Namen. Besonders eng arbeitete er mit den beiden anderen demokratischen schlesischen Abgeordneten Julius Schön und Eduard von Reichenbach zusammen. Am 30. Mai 1848 schlugen diese drei vor, den Kämpfern auf den Barrikaden offiziell zu bestätigen, dass diese sich um das Vaterland verdient gemacht hätten. Dieses löste eine lebhafte Debatte aus, die am 8. Juni in einem Antrag von Julius Berends gipfelte.
Elsner war Mitglied der Verfassungskommission. Als Referent für Unterrichtsfragen forderte er dort die Trennung von Staat und Kirche und trat für unentgeltlichen Unterricht ein. Während der Verfassungsdiskussion brachte er einen Antrag durch, der zur Abschaffung des absoluten Vetos des Königs im Verfassungsentwurf führte. Als Leiter des Petitionsausschusses setzte Elsner die Einrichtung eine Spezialkommission zur Untersuchung der Lage der Spinner und Weber in den schlesischen Notstandsgebieten durch. Mit Erfolg beantragte er im September eine sofortige staatliche Hilfe.
Zusammen mit Johann Jacoby kritisierte Elsner Mitte Juli die Wahl eines unverantwortlichen Reichsverwesers durch die deutsche Nationalversammlung in Frankfurt. Nach den militärischen Übergriffen in Schweidnitz löste Elsner die Debatte mit aus, die schließlich zum Beschluss führte, dass der Kriegsminister den Offizieren eine Beteiligung an reaktionären Umtrieben verbieten und die Soldaten auf die konstitutionelle Entwicklung verpflichten sollte.
In der Verfassungsdebatte plädierte Elsner außerdem für die Abschaffung der Todesstrafe, für die symbolträchtige Abschaffung des monarchischen Namenszusatzes „von Gottes Gnaden“ sowie für die Aufhebung der Adelstitel und Orden.
Im Zentrum von Elsners parlamentarischer Tätigkeit stand jedoch das Bemühen um die Abschaffung der Feudallasten. Die Initiativen auch von Elsner in dieser Sache wurden über Monate hinweg von der Liberalen blockiert, ehe die Frage seit September auch dank Elsners Beharrlichkeit auf die Tagesordnung des Parlaments kam. Für die parlamentarische Beschäftigung spielte aber auch der gewachsene Druck insbesondere der schlesischen Landbevölkerung eine wichtige Rolle. Dabei entstand mit den Rustikalvereinen sogar eine ländliche Massenbewegung. Teilweise hatte die Initiative der Linken Erfolg. So wurde der Antrag auf unentgeltliche Aufhebung des feudalen Jagdrechtes angenommen. In verschiedenen anderen Fragen konnten sich Elsner und seine Unterstützer mit ihren Maximalforderungen nicht durchsetzen. Auch wenn etwa nicht alle Zehnten entschädigungslos aufgehoben wurden, gelang dies doch bei einer Reihe dieser feudalen Rechte.
Im November 1848 gehörte Elsner zu denjenigen, die sich gegen die Auflösung des Parlaments durch die Konterrevolution wehrten. Als Leiter der Petitionskommission sorgte er für die Verbreitung der Proteste gegen die Maßnahmen der Regierung sowie der Solidaritätskundgebungen für das Parlament in der Öffentlichkeit. Elsner gehörte zu den Befürwortern der Steuerverweigerungskampagne.
Nach der Auflösung der Nationalversammlung begann Elsner in Schlesien mit einer breiten Wahlagitation für die demokratische Linke vor den Wahlen zur zweiten Kammer des preußischen Landtages. Er gehörte seit Februar 1849 durch die zweite Kammer erneut für die äußerste Linke an. Allerdings löste die Regierung das Parlament bereits am 27. April wieder auf.
Elsner setzte sich für die Annahme der Paulskirchenverfassung ein. Er nahm an der Breslauer Erhebung im Mai 1849 als Verfasser eines entsprechenden Aufrufs und als Versammlungsredner teil.

## Leben und Wirken nach der Revolution
Dafür wurde er vom Breslauer Oberlandesgericht im Juni 1850 zu zwei Jahren Zuchthaus verurteilt. Der Strafe entzog er sich durch die Flucht nach England. Im Jahr 1851 wurde er nach einer Nichtigkeitsbeschwerde freigesprochen und kehrte nach Breslau zurück. Den Behörden gelang es allerdings Elsner daran zu hindern, seine Lehrtätigkeit am Gymnasium wieder aufzunehmen. Wegen „unerlaubter Entfernung vom Amt“ wurde er schließlich 1851 endgültig aus dem Schuldienst entlassen.
Er blieb dem Schuldienst aber als Verfasser einer Reihe von naturwissenschaftlichen Lehrbüchern verbunden. Als Stadtverordneter in Breslau setzte er sich für Reformen in den städtischen Elementarschulen ein.
Beruflich war er zwischen 1851 und 1855 Redakteur und Mitherausgeber der Neuen Oder Zeitung. Dieses Blatt war eines der einflussreichsten demokratischen Organe der Zeit, in dem zeitweise auch Karl Marx veröffentlichte. Im Jahr 1856 war er Mitgründer der Breslauer Morgenzeitung. Diese entwickelte sich in den 1860er Jahren zu einer bedeutenden Oppositionszeitung. Elsner entwickelte sich in dieser Zeit immer mehr zu einem Liberalen. Er wurde Mitglied des Nationalvereins und trat der Fortschrittspartei bei. Der eigenständigen Arbeiterbewegung stand er distanziert gegenüber. Nach dem Deutschen Krieg von 1866 wurde er Nationalliberaler und trat für die deutsche Einigung unter preußischer Führung ein. Im Jahr 1870 befürwortete er sogar die Annexion von Elsass und Lothringen. Von diesen nationalliberalen Positionen entfernte sich Elsner schließlich wieder und trat 1888 der Deutsch-Freisinnigen Partei bei.

## Schriften
- Synopsis Florae Cervimontanae. Praemissa est de speciei definitionibus quaestiuncula critica. Freund, Breslau 1839 (Phil. Diss. inaug. Breslau 1839)
- Flora von Hirschberg und dem angrenzenden Riesengebirge. Adlerholz, Breslau 1837 Digitalisat
- Eine gegen Hegel gerichtete Anklage des Hochverrathes aus dessen Schriften beantwortet. F. Hirth, Breslau 1839
- Bestrebungen und Leistungen Breslauer Publicisten in den Jahren 1842, 1843 und 1844. Sechszig Aufsätze. von O. Behusch, M. Elsner, C. A. Milde, F. von Sallet, L. Schweitzer, A. Semrau, J. Stein und R. Werner, gesammelt und herausgegeben von Leopold Schweitzer. Oppeln, Breslau 1844
- Differenz der empirischen Naturforschung und der Naturphilosophie. Breslau 1845 (Programm des Gymnasiums zu St. Maria Magdalena)
- Die elfmonatliche Theater-Verwaltung des Herrn Stadtrath Friebös. Lucas, Breslau 1857
- Bemerkungen über den naturgeschichtlichen Unterricht an höheren Lehranstalten. Zur Feier des einhundertundfünfzigjährigen Bestehens des Gymnasiums zu Hirschberg. Hirt, Breslau 1862